# Legio IV Scythica
Legio IV Scythica – legion wcześniej zwany legio IV Macedonica, założony przez Pompejusza Wielkiego w 65 p.n.e.; przyjął on przydomek Macedonica - "macedoński" około 33 p.n.e., kiedy teren jego rekrutacji przeniesiono z Hiszpanii do Macedonii. Uważa się, że tytuł Scythica - "scytyjski" otrzymał od cesarza Marka Aureliusza w 179 r. n.e. za zwycięstwo nad Scytami.